# Realismo moral
El realismo moral o realismo ético es la posición metaética en que las oraciones éticas expresan proposiciones que se refieren a características objetivas del mundo (es decir, características independientes de la opinión subjetiva), algunas de las cuales pueden ser verdaderas en la medida en que informan esas características con precisión. Esto hace del realismo moral una forma no nihilista de cognitivismo ético (que acepta que las oraciones éticas expresan proposiciones y, por lo tanto, pueden evaluarse como verdaderas o falsas) con una orientación ontológica, en oposición a todas las formas de antirrealismo moral y el escepticismo moral, incluido el subjetivismo ético (que niega que las proposiciones morales se refieran a hechos objetivos), la teoría del error (que niega que las proposiciones morales sean ciertas); y el no-cognitivismo (que niega que las oraciones morales expresen proposiciones en absoluto). Dentro del realismo moral, las dos subdivisiones principales son el naturalismo ético y el no naturalismo ético.
Muchos filósofos afirman que el realismo moral se remonta al menos a Platón y a Aristóteles como doctrina filosófica, y que es una forma de doctrina moral totalmente defendible. Una encuesta de 2009 con 3,226 encuestados encontró que el 56% de los filósofos acepta o se inclina hacia el realismo moral (28%: antirrealismo; 16%: otros).
Algunos ejemplos notables de realistas morales robustos incluyen a John McDowel, Peter Railton, Michael Smith, Russ Shafer-Landau, G. E. Moore, John Finnis, Richard Boyd, Thomas Nagel, Derek Parfit y Michael Huemer. Norman Geras ha argumentado que Karl Marx era un realista moral. El realismo moral ha sido estudiado en las diversas aplicaciones filosóficas y prácticas.

## Tipos
Se han presentado una descripción del realismo moral en diferentes formas, una moderada y una robusta.
El modelo robusto de realismo moral compromete a los realistas morales con tres tesis:
- La tesis semántica: el papel semántico primario de los predicados morales (como "correcto" e "incorrecto") es referirse a propiedades morales (como la rectitud y la injusticia), de modo que las declaraciones morales (como "la honestidad es buena" y " la esclavitud es injusta ") pretende representar hechos morales y expresar proposiciones que son verdaderas o falsas (o aproximadamente verdaderas, en gran parte falsas, etc.).
- La tesis alética: algunas proposiciones morales son, de hecho, verdaderas.
- La tesis metafísica: Las proposiciones morales son verdaderas cuando las acciones y otros objetos de la evaluación moral tienen las propiedades morales relevantes (de modo que se obtienen los hechos morales relevantes), donde estos hechos y propiedades son robustos: su estado metafísico, cualquiera que sea, no es relevante diferente de la de (ciertos tipos de) hechos y propiedades no morales ordinarios.

## Ventajas
El realismo moral permite que las reglas ordinarias de la lógica (modus ponens, etc.) se apliquen directamente a las declaraciones morales. Podemos decir que una creencia moral es falsa o injustificada o contradictoria de la misma manera que lo haríamos con respecto a una creencia objetiva.
Otra ventaja del realismo moral es su capacidad para resolver desacuerdos morales: si dos creencias morales se contradicen entre sí, el realismo dice que no pueden estar en lo cierto, y que, por lo tanto, todos los involucrados deberían buscar la respuesta correcta para resolver el desacuerdo. Las teorías contrarias de la metaética tienen problemas incluso para formular la afirmación "esta creencia moral es errónea", por lo que no pueden resolver los desacuerdos de esta manera.

## Críticas
Se han formulado varias críticas contra el realismo moral. La primera es que, si bien el realismo puede explicar cómo resolver conflictos morales, no explica cómo surgieron estos conflictos en primer lugar. El desacuerdo generalizado acerca de lo que está bien y lo que está mal es desconcertante si se supone que los humanos tienen acceso a hechos morales.
El argumento del desacoplamiento evolutivo sugiere que debido a que la psicología humana es producida principalmente por procesos evolutivos que no parecen tener una razón para ser sensibles a los hechos morales, tomar una postura realista moral solo puede llevar al escepticismo moral. Esto socava las motivaciones para adoptar una postura moral realista, es decir, para poder afirmar que existen estándares morales confiables.
Otros critican el realismo moral porque postula la existencia de un tipo de "hecho moral" que no es material y que no parece ser accesible a la investigación empírica. Las verdades morales no se pueden observar de la misma manera que los hechos materiales (que son objetivos), por lo que parece extraño contarlos en la misma categoría. Sin embargo, tal argumento puede ser aplicable también a nuestros conceptos de justificación epistémica, lo que posiblemente conduzca a un escepticismo radical y, por lo tanto, amenace con socavar el argumento moralista anti-realista. Esta crítica tampoco es aplicable al naturalismo ético , una forma de realismo moral que sugiere la posibilidad de una ciencia de la moralidad al considerar que los reclamos morales se refieren a entidades observables (como el bienestar).